# Championnat National (Togo)
Das Championnat National ist die höchste Spielklasse der Fédération Togolaise de Football, dem nationalen Fußballverband von Togo.

## Geschichte
Die Gründung des Championnat National de Première Division erfolgte 1961 kurz nach der Unabhängigkeit Togos. Bereits vorher wurde in der damaligen Kolonie eine Fußballmeisterschaft ausgetragen, ebenso nahmen togoische Mannschaften am Coupe d’AOF teil. Der Sieger der Première Division qualifiziert sich für die CAF Champions League (früher African Cup of Champions Clubs). Bis 2015 nahm der Vizemeister Togos am CAF Confederation Cup teil.
1974 kam es zu einer Reform, in der viele Vereine zu größeren Einheiten zusammengelegt wurden. In der Hauptstadt Lomé entstanden vier Superclubs, unter anderem Lomé 1 aus Etoile Filante, Modèle und Dynamic Togolais. 1978 wurden diese Vereinskonstruktionen wieder aufgelöst und die alten Vereine wiederhergestellt. Bis 1980 wurde die Meisterschaft zuerst in regionalen Gebieten ausgetragen, ab 1981 erfolgt die Austragung in einer landesweiten Spielklasse. Einige Spielzeiten sind ausgefallen oder wurden abgebrochen, die Première Division 2000 wurde zum Beispiel wegen finanziellen Schwierigkeiten nicht zu Ende gespielt. Zur Spielzeit 2003/04 erfolgte die Umstellung auf einen jahresübergreifenden Spielbetrieb, die ursprünglich für März 2003 vorgesehene Saison wurde auf September 2003 verschoben und endete im Juli 2004. Nachdem die Spielzeit 2008 ausgefallen war, wurde die Spielzeit 2009 innerhalb eines Kalenderjahres ausgetragen, 2010 fiel die Meisterschaft erneut aus. 2011/12 wurde wieder auf jahresübergreifenden Spielbetrieb umgestellt, doch bereits nach einer Spielzeit wieder abgeschafft. Die Spielzeit 2015 sollte am 8. August 2015 starten und wurde später auf den 12. September 2015 verschoben. Nachdem bis zum Jahresende 2015 keine Spiele stattgefunden hatten, wurde diese Spielzeit ebenfalls abgesagt und zum 11. September 2016 der Start der Spielzeit 2016/17 bekannt gegeben.

## Teilnehmende Mannschaften 2023/24
- ASKO Kara
- ASC Kara
- AS Douanes de Lomé
- Gomido FC
- AS Gbohloé-Su des Lacs
- Entente II Lome
- AC Barracuda
- Tambo FC
- Unisport de Sokodé
- Espoir FC
- Doumbé Sansanné-Mango
- AS Binah Pagouda
- AC Semassi FC
- Kakadlé FC
- Gbikinti FC
- Dynamic Togolais

## Togoische Fußballmeister

### Vor der Unabhängigkeit
| - 1934: Étoile Filante de Lomé - 1936/37: Étoile Filante de Lomé - 1937/38: Étoile Filante de Lomé - 1940: Étoile Filante de Lomé - 1944: CO Modèle de Lomé - 1945: Étoile Filante de Lomé - 1946/47: Étoile Filante de Lomé - 1947/48: Étoile Filante de Lomé - 1949: Étoile Filante de Lomé | - 1952/53: Étoile Filante de Lomé - 1954: Essor Lomè - 1955: Essor Lomè - 1956: Essor Lomè - 1957: Essor Lomè - 1958/59: Étoile Filante de Lomé - 1959: CO Modèle de Lomé - 1960: Étoile Filante de Lomé |

### Seit der Unabhängigkeit
| - 1961: Étoile Filante de Lomé - 1962: Étoile Filante de Lomé - 1963: nicht überliefert - 1964: Étoile Filante de Lomé - 1965: Étoile Filante de Lomé - 1966: CO Modèle de Lomé - 1967: Étoile Filante de Lomé - 1968: Étoile Filante de Lomé - 1969: CO Modèle de Lomé - 1970: Dynamic Togolais - 1971: Dynamic Togolais - 1972: CO Modèle de Lomé - 1973: CO Modèle de Lomé - 1974: Lomé 1 - 1975: Lomé 1 - 1976: Lomé 1 - 1977: keine Meisterschaft - 1978: AC Semassi FC - 1979: AC Semassi FC - 1980: OC Agaza - 1981: AC Semassi FC | - 1982: AC Semassi FC - 1983: AC Semassi FC - 1984: OC Agaza - 1985: ASFOSA Lomé - 1986: ASFOSA Lomé - 1987: Doumbé FC - 1988: ASKO Kara - 1989: ASKO Kara - 1990: Ifodje Atakpamé - 1991: keine Meisterschaft - 1992: Étoile Filante de Lomé - 1993: AC Semassi FC - 1994: AC Semassi FC - 1995: AC Semassi FC - 1996: ASKO Kara - 1997: Dynamic Togolais - 1998: keine Meisterschaft - 1999: AC Semassi FC - 2000: Meisterschaft nicht beendet - 2001: Dynamic Togolais - 2002: AS Douanes de Lomé | - 2003/04: Dynamic Togolais - 2004/05: AS Douanes de Lomé - 2005/06: Maranatha Fiokpo - 2006/07: ASKO Kara - 2008: keine Meisterschaft - 2009: Maranatha Fiokpo - 2010: keine Meisterschaft - 2011/12: Dynamic Togolais - 2013: Anges FC - 2014: AC Semassi FC - 2015: keine Meisterschaft - 2016/17: AS Togo-Port - 2017/18: US Koroki - 2018/19: ASC Kara - 2019/20: ASKO Kara - 2020/21: ASKO Kara - 2021/22: ASKO Kara - 2022/23: ASKO Kara - 2023/24: ASKO Kara - 2024/25: ASC Kara |

## Meisterschaften nach Verein
Rekordmeister der Première Division seit der Unabhängigkeit Togos ist der AC Semassi FC, welcher die Meisterschaft zehnmal gewinnen konnte.
| Verein                 | Titel | Jahr                                                                   |
| ---------------------- | ----- | ---------------------------------------------------------------------- |
| AC Semassi FC          | 10    | 1978, 1979, 1981, 1982, 1983, 1993, 1994, 1995, 1999, 2014             |
| ASKO Kara              | 9     | 1988, 1989, 1996, 2006/07, 2019/20, 2020/21, 2021/22, 2022/23, 2023/24 |
| Étoile Filante de Lomé | 7     | 1961, 1962, 1964, 1965, 1967, 1968, 1992                               |
| Dynamic Togolais       | 6     | 1970, 1971, 1997, 2001, 2003/04, 2011/12                               |
| CO Modèle de Lomé      | 4     | 1966, 1969, 1972, 1973                                                 |
| Lomé 1 a               | 3     | 1974, 1975, 1976                                                       |
| ASC Kara               | 2     | 2018/19, 2024/25                                                       |
| OC Agaza               | 2     | 1980, 1984                                                             |
| ASFOSA Lomé            | 2     | 1985, 1986                                                             |
| AS Douanes de Lomé     | 2     | 2002, 2004/05                                                          |
| Maranatha Fiokpo       | 2     | 2005/06, 2009                                                          |
| Doumbé Sansanné-Mango  | 1     | 1987                                                                   |
| Ifodje Atakpamé        | 1     | 1990                                                                   |
| Anges FC               | 1     | 2013                                                                   |
| AS Togo-Port           | 1     | 2016/17                                                                |
| US Koroki              | 1     | 2017/18                                                                |